# اینو لاهتی
اینو لاهتی (فنلاندی: Eino Lahti; ۱۸ مهٔ ۱۹۱۵ – ۱۳ اکتبر ۲۰۰۳) بازیکن فوتبال اهل فنلاند بود.
از باشگاه‌هایی که در آن بازی کرده‌است می‌توان به باشگاه فوتبال واسان پالوسئورا اشاره کرد.
وی همچنین در تیم‌های ملی فوتبال فنلاند، و فنلاند، بازی کرده‌است.